# Psaliodes stimulata
Psaliodes stimulata är en fjärilsart som beskrevs av Paul Dognin 1911. Psaliodes stimulata ingår i släktet Psaliodes och familjen mätare. Inga underarter finns listade i Catalogue of Life.